# 奇特雷教堂

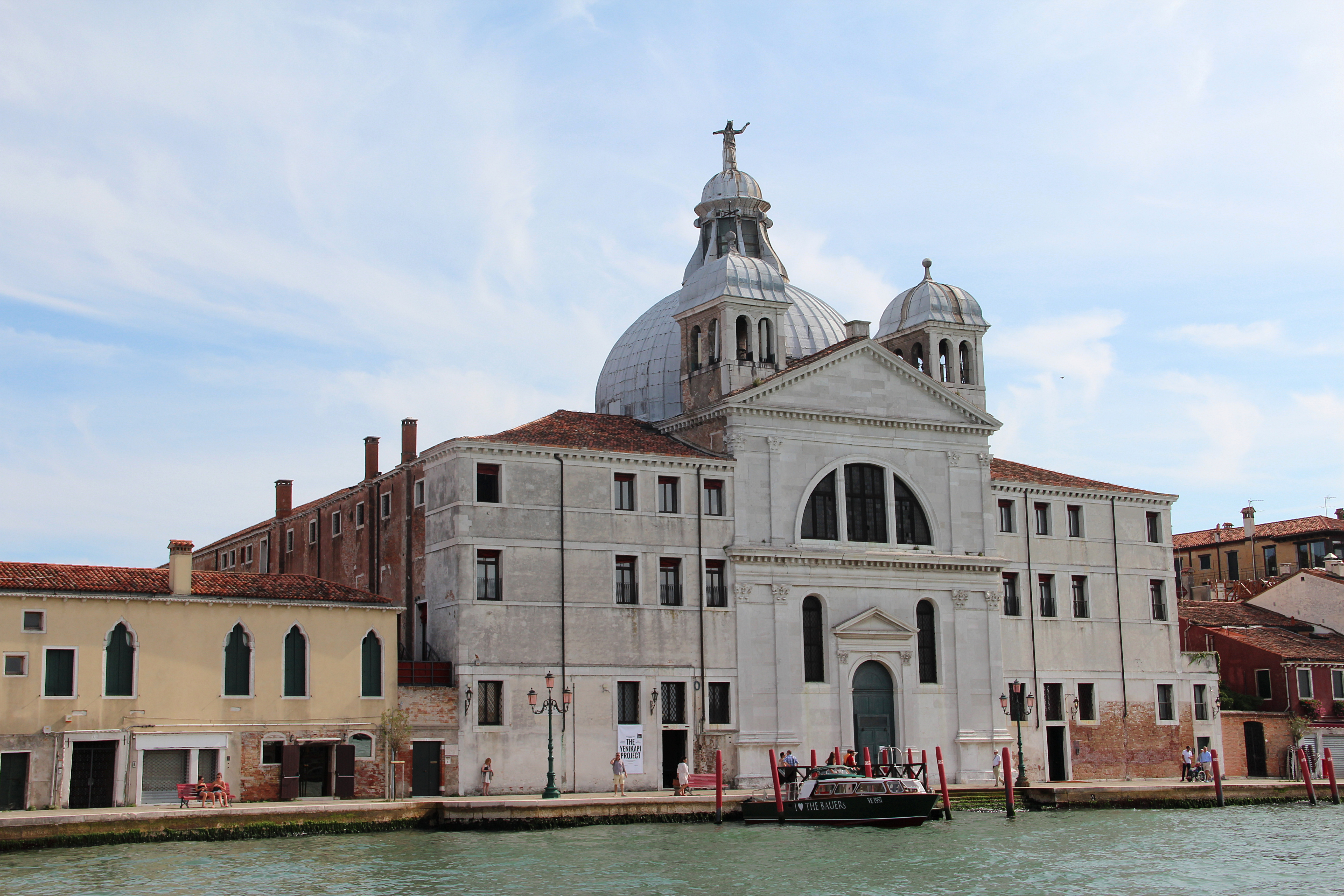
奇特雷教堂

奇特雷教堂 （Le Zitelle）是義大利北部城市威尼斯的一座教堂，位於朱代卡島的最東端。教堂的建築設計者是安卓·帕拉底歐，建築設計於1579至1580年，並在1596年竣工。現在教堂只在禮拜日開放。
45°25′36″N 12°20′21″E / 45.4267°N 12.3391°E